# هان جونغ-سو
هان جونغ-سو (هانغل: 한용수) هو لاعب كرة قدم كوري جنوبي في مركز الدفاع، ولد في 5 مايو 1990 في كوريا الجنوبية. لعب مع جيجو يونايتد.

## وصلات خارجية
- هان جونغ-سو على موقع دوري كوريا الجنوبية (الإنجليزية)
- هان جونغ-سو على موقع قاعدة بيانات كرة القدم.إي يو (الإنجليزية)